# Stazione di Yamashina
Yamashina (山科駅?, Yamashina-eki) è una stazione ferroviaria di Kyoto, situata nel quartiere di Yamashina-ku, a Kyoto. La stazione, gestita dalla JR West, offre un interscambio in sotterranea con la linea Tōzai della metropolitana di Kyoto gestita dall'Ufficio municipale dei trasporti di Kyoto, e di fronte si trova la stazione di Keihan-Yamashina delle ferrovie Keihan, inclusa in questo articolo.

## Linee e servizi

### Linee ferroviarie
JR West
■ Linea principale Tōkaidō (servizio ■ Biwako)
■ Linea Kosei
Ferrovie Keihan
● Linea Keihan Keishin

### Metropolitana
Metropolitana di Kyoto
 Linea Tōzai

## Struttura

### Stazione JR
La stazione ferroviaria della JR è costituita da due piattaforme a isola con 4 binari. Si tratta di una stazione di biforcazione fra le linee Biwako e Kosei.
| 1 | ■ Linea JR Kyōto                   | Treni dalla linea Kosei per Kyoto e Osaka  |
| 2 | ■ Linea JR Kyōto                   | Treni dalla linea Biwako per Kyoto e Osaka |
| 3 | ■ Linea JR Biwako                  | per Kusatsu e Maibara                      |
| 3 | ■ Linea Kosei                      | per Katata e Ōmi-Imazu                     |
| 4 | ■ Linea JR Biwako                  | per Kusatsu e Maibara                      |
| 4 | ■ Linea Kusatsu (servizio diretto) | per Kusatsu e Kibukawa                     |
| 4 | ■ Linea Kosei                      | per Katata e Ōmi-Imazu (ora di punta)      |

### Stazione della metropolitana
Come le altre stazioni della linea, anche quella della metropolitana di Yamashina è dotata di una banchina centrale a isola con due binari sotterranei dotati di porte di banchina.
| 1 | Linea Tōzai | per Karasuma-Oike e Uzumasa Tenjingawa |
| 2 | Linea Tōzai | per Daigo e Rokujizō                   |

### Stazione Keihan
La stazione di Keihan-Yamashina è situata di fronte alla stazione JR, in un edificio separato. 
Come le altre stazioni della linea, anche quella della metropolitana di Yamashina è dotata di una banchina centrale a isola con due binari sotterranei dotati di porte di banchina.
| Bin. nord | ● Linea Keihan Keishin | per Hamaōtsu                          |
| Bin. sud  | ● Linea Keihan Keishin | per Sanjō Keihan e Uzumasa Tenjingawa |

## Stazioni adiacenti
| «                                          | Servizio                      | »           |
| Linea Tōzai                                | Linea Tōzai                   | Linea Tōzai |
| ------------------------------------------ | ----------------------------- | ----------- |
| Misasagi                                   | -                             | Higashino   |
| Linea principale Tōkaidō (Linea JR Biwako) |                               |             |
| Ōtsu                                       | Locale Rapido Speciale        | Kyoto       |
| Linea Kosei                                |                               |             |
| Ōtsukyō                                    | Locale Rapido Rapido Speciale | Kyoto       |
| Linea Keishin                              |                               |             |
| Misasagi                                   | Locale Rapido Rapido Speciale | Shinomiya   |